# Человек внутри (роман)
«Человек внутри» (англ. The Man Within) — первый роман Грэма Грина, написанный им в 1929 году.

## Сюжет
Эндрю, отец которого всю свою жизнь был контрабандистом, оказывается вынужден пойти по его стопам. Однако такой образ жизни противен герою, и он не видит никакого другого выхода, как «настучать» таможенникам на своих товарищей по «ремеслу».

## Экранизации
В 1947 году роман был экранизирован. В одноименном фильме британского режиссера Бернарда Ноулза главные роли исполнили Майкл Редгрейв и Джин Кент.